# Воегуртское (сельское поселение)
Воегуртское — упразднённое муниципальное образование со статусом сельского поселения в составе Балезинского района Удмуртии.
Административный центр — деревня Воегурт.
Законом Удмуртской Республики от 17.05.2021 № 49-РЗ к 30 мая 2021 года упразднено в связи с преобразованием муниципального района в муниципальный округ.

## Население
| 2010  | 2012  | 2013  | 2014  | 2015  | 2016  |
| ----- | ----- | ----- | ----- | ----- | ----- |
| 2934  | ↗2940 | ↗2973 | ↘2945 | ↘2909 | ↘2816 |
| 2017  | 2018  | 2019  | 2020  | 2021  |       |
| ↘2737 | ↘2590 | ↘2538 | ↘2456 | ↘1803 |       |

## Населённые пункты
| населённый пункт     | Население, перепись (2010) |
| -------------------- | -------------------------- |
| Дома 1205 км         | 25                         |
| Дома 1208 км         | 8                          |
| Дома 1211 км         | 2                          |
| Дома 1214 км         | 10                         |
| Адам                 | 21                         |
| Балезино-3           | 1949 (2014 г.)             |
| Воегурт              | 530                        |
| Заречный             | 192                        |
| Пышкец               | 114                        |
| Пибаньшур            | 94                         |
| Русский Пибаньшур    | 0                          |
| Тукташ               | 82                         |
| Удмуртский Пибаньшур | 34                         |
| Шур (деревня)        | 50                         |
| Шур (починок)        | 2                          |

### Упразднённые населённые пункты
Бывшие населенные пункты: Вожкыр, Кунаево, Усть-Пызеп.

## Социальная инфраструктура
В поселении действуют две школы (Воегурт и Пибаньшур), три дошкольных учреждения, одна библиотека, два клуба, три фельдшерско-акушерских пункта и больница. Основные предприятия: СПК «Колхоз им. Чапаева» и столярный цех ЗАО БЗСМ.
На территории поселения находится действующая военная часть РВСН и полигон — база переоборудования и ликвидации грунтовых мобильных пусковых установок, где ликвидируют отслужившие ракеты (Тополя) (Арсенал ракетных войск стратегического назначения в/ч 25850) — Балезино-3.